# Ciniod II
Ciniod mac Uurad roi des Pictes de 842 à 843.
Second fils de Uurad mac Bargoit, il succède à son frère Brude mac Uurad. la Chronique Picte lui attribue également un règne d'une seule année.

## Sources
- (en) J.M.P Calise Pictish Soourcebook, Document of Medieval Legend and Dark Age History Greenwood Press (Londres 2002)  (ISBN 0-313-32295-3)
- (en) William Arthur Cumming, The Age of the Picts, Stroud, Sutton Publishing, 1998, 256 p. (ISBN 978-0752449593).
- (en) William Forbes Skene Chronicles Of The Picts,Chronicles Of The Scots, And Other Early Memorials Of Scottish History. H.M General Register House Edinburgh (1867) Reprint par Kessinger Publishings's (2007)  (ISBN 1432551051).
- Alfred P. Smyth, Warlords and Holy Men. Scotland AD 80-1000, Edward Arnold (Publishers) Ltd, 1984 [détail de l’édition]